# Paul Fleischer

Paul Fleischer

Hermann Paul Fleischer, Pseudonym: Pawel Rzeznik, (* 6. Januar 1874 in Leipzig; † 20. Januar 1960 in Freiburg im Breisgau) war ein deutscher Politiker des Zentrums.

## Leben und Beruf
Der Sohn des Schlossers Moritz Hermann Fleischer und dessen Ehefrau Johanna Bertha, geb. Landgraf, absolvierte nach dem Besuch der Volksschulen in Leipzig, Eisleben und Löbtau das Lehrerseminar in Dresden-Friedrichstadt. Von 1893 bis 1895 war er Hilfslehrer in Rechenberg, anschließend bis 1898 Lehrer an der Eisenbahnrealschule in Altenberg (Erzgebirge). Von 1898 bis 1901 studierte er Philosophie, Nationalökonomie, Naturwissenschaften und Pädagogik an der Universität Leipzig, wo er 1901 auch zum Doktor der Philosophie promoviert wurde. Ursprünglich evangelischen Glaubens, trat er während seiner Studienzeit zum Katholizismus über. Seit 1901 arbeitete er als Verbandssekretär im Verband der katholischen Arbeitervereine. Im Gewerkschaftsstreit galt er als Vertreter der Berliner Richtung.
Seine Söhne Josef (1912–1998) und Bernhard Fleischer (1914–1983) überlebten den Zweiten Weltkrieg als katholische Kriegsdienstverweigerer.

## Abgeordneter
Von 1907 bis 1912 gehörte Fleischer dem Reichstag des Kaiserreiches für den Wahlkreis Reichenbach-Neurode an. 1919/20 war er Mitglied der Weimarer Nationalversammlung und der vorläufigen ostpreußischen Provinzialversammlung. Anschließend war er bis 1924 erneut Reichstagsabgeordneter.

## Veröffentlichungen
- Pantheistische Unterströmungen in Kants Philosophie. Buchdruckerei Germania, 1902 (eingeschränkte Vorschau in der Google-Buchsuche).